# Ronde van Castilië en León 2008
De Ronde van Castilië en León 2008 werd gehouden van 24 maart tot en met 28 maart in Spanje. Het was de 23ste editie van deze Spaanse etappekoers.

## Etappe-overzicht
| etappe | datum    | start                 | finish                     | afstand  | winnaar           | klassementsleider |
| ------ | -------- | --------------------- | -------------------------- | -------- | ----------------- | ----------------- |
| 1e     | 24 maart | Valsain               | La Granja de San Ildefonso | 9,7 km   | Alberto Contador  | Alberto Contador  |
| 2e     | 25 maart | Segovia               | Ávila                      | 141,7 km | Karsten Kroon     | Alberto Contador  |
| 3e     | 26 maart | Valladolid            | Villa del Libro de Urueña  | 159,9 km | Francisco Ventoso | Alberto Contador  |
| 4e     | 27 maart | Carrión de los Condes | Montaña Palentina          | 160,8 km | Alberto Contador  | Alberto Contador  |
| 5e     | 28 maart | Guardo                | Riaño                      | 158 km   | Koldo Fernández   | Alberto Contador  |

## Eindklassementen

### Algemeen klassement
| Plaats      | Naam                  | Ploeg               | Tijd      |
| ----------- | --------------------- | ------------------- | --------- |
| Zwarte trui | Alberto Contador      | Astana              | 15u57'37" |
| 2           | Mauricio Soler        | Team Barloworld     | + 39"     |
| 3           | Thomas Dekker         | Rabobank            | + 46"     |
| 4           | Levi Leipheimer       | Astana              | + 1' 09"  |
| 5           | Denis Mensjov         | Rabobank            | + 1' 23"  |
| 6           | Bauke Mollema         | Rabobank            | + 1' 30"  |
| 7           | Moisés Dueñas         | Team Barloworld     | + 1' 40"  |
| 8           | Sergio Pardilla       | Burgos Monumental   | + 1' 42"  |
| 9           | Ezequiel Mosquera     | Xacobeo Galicia     | + 1' 55"  |
| 10          | Christian Vande Velde | Slipstream-Chipotle | z.t.      |

1985 · 1986 · 1987 · 1988 · 1989 · 1990 · 1991 · 1992 · 1993 · 1994 · 1995 · 1996 · 1997 · 1998 · 1999 · 2000 · 2001 · 2002 · 2003 · 2004 · 2005 · 2006 · 2007 · 2008 · 2009 · 2010 · 2011 · 2012 · 2013 · 2014 · 2015 · 2016 ·2017 · 2018 · 2019 · 2020 · 2021 · 2022 · 2023 · 2024